# Steinreihe von Maol Mor

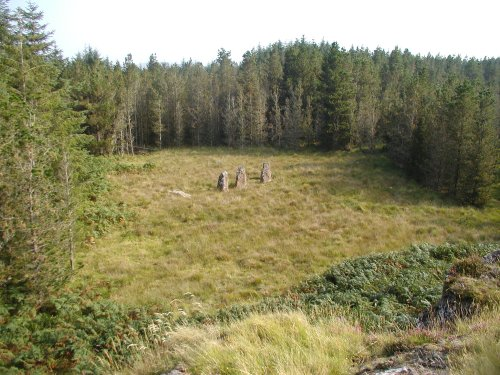
Steinreihe von Maol Mor

Die etwa 10,4 m lange Steinreihe von Maol Mor (auch Dervaig A oder Frachadil genannt) liegt etwa 1100 m nördlich der Steinreihe von Kilmore bei Dervaig im Nordwesten der Isle of Mull in Argyll and Bute in Schottland.
Die Menhire (englisch Standing Stones) der Isle of Mull sind insofern einzigartig für Schottland, als sie oft in Reihen (Baliscate, Dervaig C, Kilmore, Quinish) von drei bis fünf Steinen angeordnet sind.
Die Nordwest-Südost orientierten Maol-Mor-Steine stehen am Fels von Maol Mor auf einer Lichtung im Wald. Es gibt vier Menhire aus Basalt, von denen drei in situ stehen, der vierte liegt.
- Stein A liegt und ist 2,45 m lang, 0,85 m in breit und 0,5 m dick. Ein Teil der Basis ist abgebrochen.
- Stein B steht und ist 2,1 m hoch, 0,9 m breit und an der Basis 0,6 m dick. Er hat gerade Seiten und eine abgerundeten Oberseite.
- Stein C steht und ist 2,2 m hoch und misst an der Basis 1,0 × 0,7 m. Die untere Hälfte der Südseite weist eine dreieckige Abplatzung auf, wodurch sich der Stein zu einer spitzen Spitze verjüngt.
- Stein D steht und ist 2,1 m hoch und misst an der Basis 1,2 × 0,85 m. Er verjüngt sich zur flachen Spitze hin.